# Margaret Ekpo

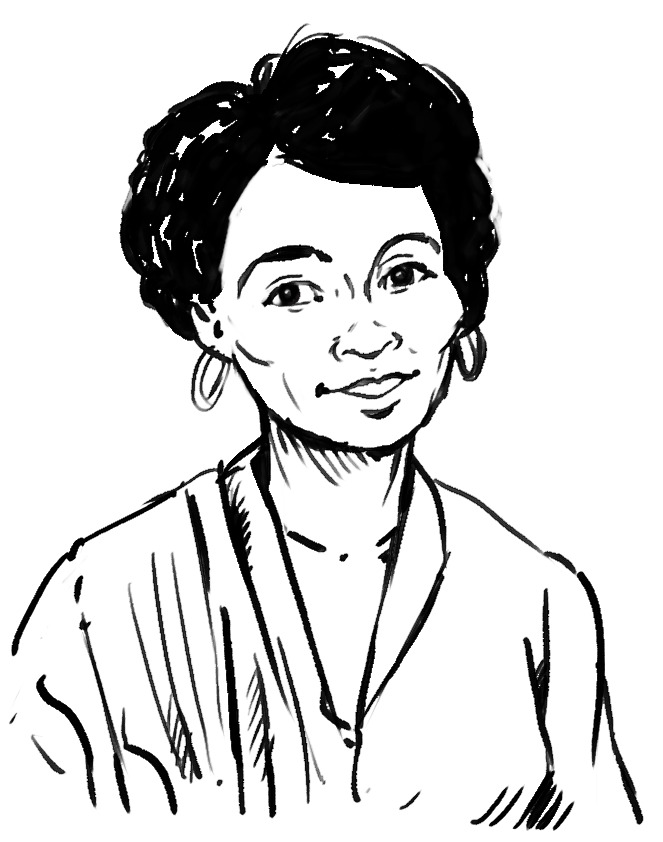
Margaret Ekpo

Chief Afiong Margaret Ekpo (* 27. Juli 1914; † 21. September 2006) war eine nigerianische Politikerin und Frauenrechtlerin.
Sie gründete in der Stadt Aba die Aba Market Women’s Association, um den politischen Einfluss der Frauen zu stärken und deren ökonomische Position zu verbessern. Nachdem 1948 die landesweit bekannte Frauenaktivistin Funmilayo Ransome-Kuti Aba besuchte, schloss sich Margaret Ekpo mit ihrer Organisation Kutis Nigerian Women’s Union (NWU) an. Ekpo wurde zunächst Vorsitzende des Aba-Zweigs des Verbandes, später stieg sie zur Generalsekretärin der NWU auf. Als Frauenvertreterin saß sie im Eastern House of Chiefs, Nigeria (1954–1958) und nahm an der verfassunggebenden Konferenz für ein unabhängiges Nigeria teil. Neben ihrer Tätigkeit für die Frauenbewegung war sie Mitglied des NCNC (National Council for Nigeria and the Cameroons) der Partei des späteren ersten nigerianischen Staatspräsidenten Nnamdi Azikiwe und leitete dort den Frauenflügel. Ab 1960 hatte sie einen Sitz im Parlament. Während des nigerianischen Bürgerkrieges (1967–1970) verblieb Margaret Ekpo an der Seite Biafras und lehrte am Umudike College in Umuahia. Nach dem Krieg engagierte sie sich weiter in vielen Frauenorganisationen und Konferenzen weltweit.